# Crucero desprotegido

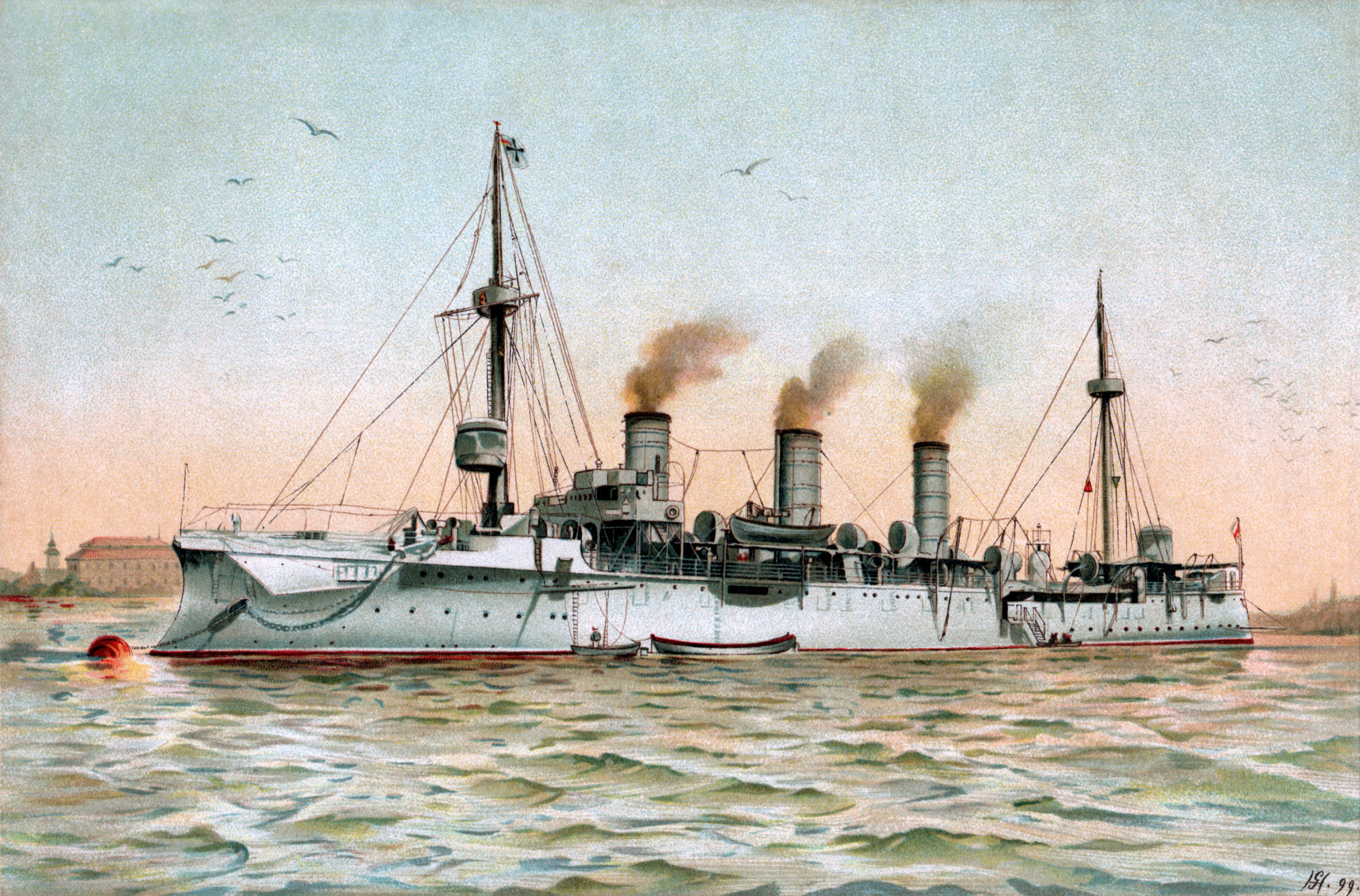
El SMS Gefion era un crucero desprotegido que tenía una delgada cubierta blindada. Sirvió con la Marina Imperial Alemana entre 1895 y 1919.

El crucero desprotegido era un tipo de crucero, un buque de guerra, empleado a fines del siglo XIX, durante la era de los acorazados pre-dreadnought (1880-1905).  

## Descripción
El nombre de estos buques servía para distinguirlos de los cruceros protegidos que habían entrado en servicio durante la década de 1880. Un crucero protegido no tiene blindaje lateral en su casco, como un acorazado o un crucero acorazado, sino que tiene una cubierta blindada curva dentro de su casco —como un caparazón interno— que evita que los obuses enemigos atraviesen el buque e impacten en áreas vitales, como el cuarto de máquinas, las calderas y la santabárbara. En cambio, el crucero desprotegido carecía de esta cubierta protectora.
Estas definiciones tienen algunos vacíos, ya que algunos buques podían construirse con una cubierta blindada que solamente cubría una pequeña área del mismo, o era tan delgada que ofrecía poca protección (esto también era válido para el cinturón blindado de algunos cruceros acorazados). Un crucero desprotegido era generalmente más barato y menos eficaz que un crucero protegido, mientras que un crucero protegido era generalmente más barato y menos eficaz que un crucero acorazado (con algunas excepciones en cada caso).

## Ejemplos

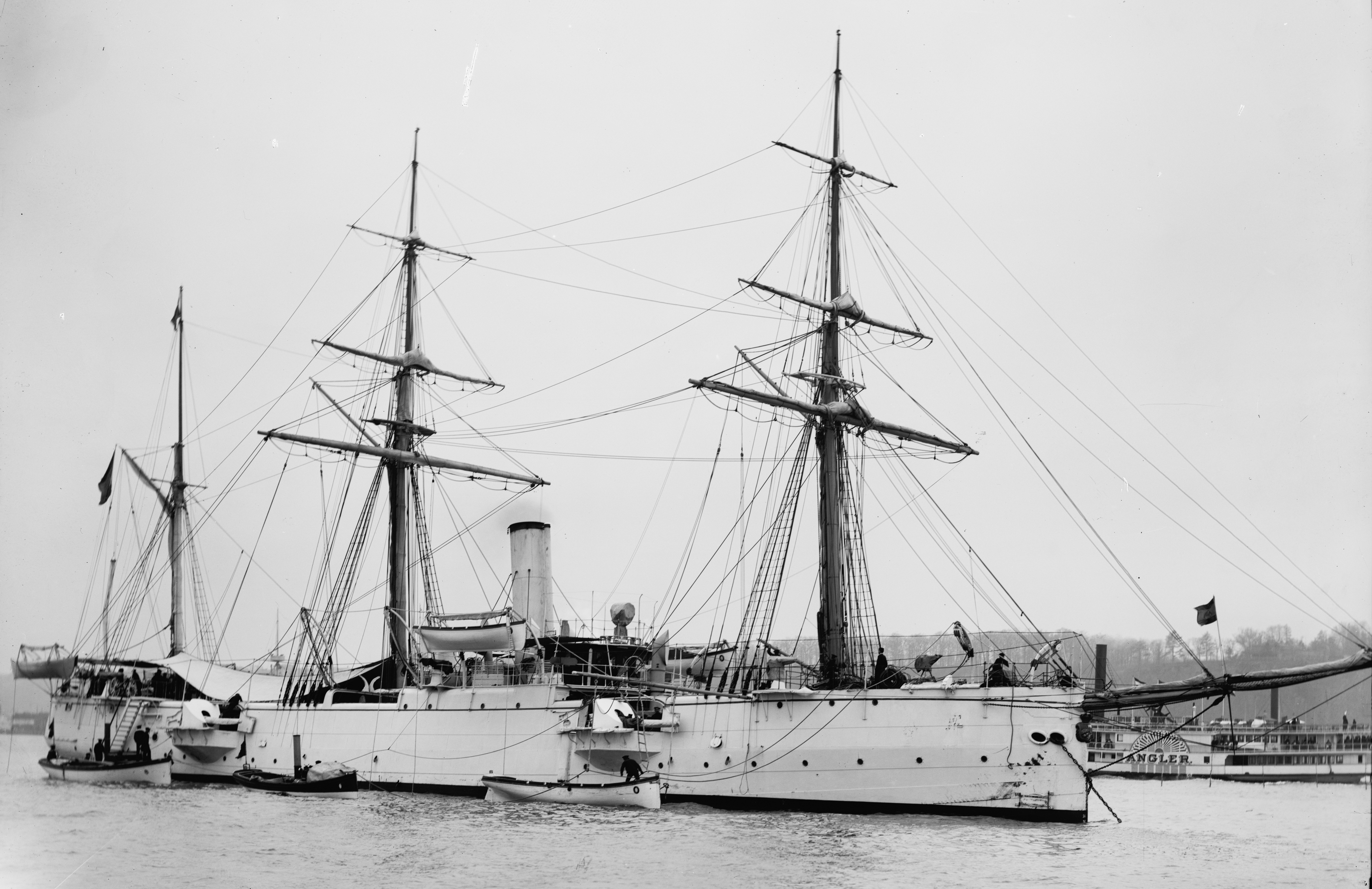
El Infanta Isabel en Nueva York, en mayo de 1893.

Los cruceros desprotegidos incluían buques de tamaño medio, tales como el Reina Cristina español y el Kai Che chino, hasta buques más pequeños de unas 1.000 t. Un pequeño crucero desprotegido casi no se distinguía de un cañonero grande. Por ejemplo, en la batalla de Manila de 1898, el USS Concord era más grande que los cruceros desprotegidos españoles Clase Velasco y era equivalente a un pequeño crucero protegido británico. Pero la Armada de los Estados Unidos lo había clasificado como cañonero. Tales buques eran llamados por nombres alternativos según las preferencias de cada Armada. Por ejemplo, la Royal Navy solía llamar a los cañoneros grandes y a los cruceros pequeños como "balandras de guerra".
La designación "desprotegido" solo tuvo sentido después del desarrollo de los cruceros protegidos en la década de 1880. Varios buques diseñados con anterioridad tenían básicamente las mismas características y dimensiones; por ejemplo, el Castilla español, el Lapérouse francés y los cruceros holandeses Clase Atjeh eran cruceros desprotegidos. Los cruceros con casco de acero habían sido precedidos por buques con casco de hierro (pero sin blindaje) y buques con casco de construcción mixta (hierro y madera), que inicialmente eran llamados cruceros, fragatas o corbetas. La mayoría de estos buques conservaban los aparejos de vela y eran útiles para operaciones coloniales, donde frecuentemente los muelles y los depósitos de carbón eran inadecuados. Algunos de estos antiguos buques eran bastante grandes, como el HMS Shah.
Los cruceros destinados para servicio colonial, como los cañoneros, no eran construidos para alcanzar altas velocidades. El crucero desprotegido francés Milan se distinguía por su forma y papel, al reconocerse que los cruceros eran más útiles como exploradores y antimercantes al ser más rápidos que los acorazados. En las décadas de 1880 y 1890, pequeños cruceros sin armamento también podían ser clasificados como "avisos", "barcos de enlace" (si el buque era lo suficientemente rápido para transportar mensajes, antes de la invención de la radio) o "cruceros torpederos" (término derivado de cañonero torpedero, del que se distinguía por su mayor tamaño). Diversas fuentes contemporáneas pueden emplear más de uno de estos términos para el mismo buque.[cita requerida]

## Declive
Todos estos términos dejaron de emplearse porque el diseño de estos buques quedó obsoleto. Para la Primera Guerra Mundial, ya no había necesidad de producir cruceros desprotegidos porque a los veloces cruceros ligeros no solamente se les podía instalar cubiertas blindadas sino también blindaje lateral (dado que los avances en la metalurgia del acero permitían producir blindaje eficaz más delgado y ligero). Las diferencias de velocidad y potencia de fuego entre un pequeño crucero ligero y un cañonero distinguieron permanentemente a ambas categorías de buques. La tecnología inalámbrica eliminó el papel de transporte de mensajes y las embarcaciones torpederas especializadas eran mucho más ligeras y veloces (destructores). Cuando los términos descartados de "balandra", "fragata" y "corbeta" fueron empleados de nuevo, fue para refereirse a pequeños navíos antisubmarinos que escoltaban convoyes de barcos mercantes.   